# 白河交流道
白河交流道為臺灣國道三號的交流道，位於臺灣臺南市白河區，指標為311k，連接市道172號，為重要交通要道。
白河交流道亦為通往白河蓮花季、關子嶺、水火同源、火山碧雲寺等著名景點之要道
另外，由於受2016年之颱風豪雨影響，白河交流道邊坡路基被破壞致使邊坡土壤流失，已進行修復並在未來將進一步委託專業單位做好地質與地下水位調查工作，並洽林務局研商共同整治上邊坡事宜。

|                            | 311 白河 |  | 白河 東山 |
| 西拉雅國家風景區（關子嶺） | 311 白河 |  |           |

## 外部連結
- 國道三號白河交流道示意圖 （页面存档备份，存于）（交通部高速公路局）
- 臺南市政府觀光旅遊局 （页面存档备份，存于）
- 臺南市政府觀光旅遊局 （页面存档备份，存于）
- 白河蓮花季 （页面存档备份，存于）
- 火山碧雲寺 （页面存档备份，存于）